# Tigné
Tigné är en kommun i departementet Maine-et-Loire i regionen Pays de la Loire i nordvästra Frankrike. Kommunen ligger i kantonen Vihiers som tillhör arrondissementet Saumur. År 2018 hade Tigné 731 invånare.

## Befolkningsutveckling
Antalet invånare i kommunen Tigné
| Referens: INSEE |